# Ʉ
Litera Ʉ (majusculă), ʉ (minusculă), numită u bară sau u barat, este o literă a alfabetului latin, formată din U sau u cu adăugarea unei bare.
În Alfabetul Fonetic Internațional, ʉ este folosit pentru a reprezenta o vocală închisă centrală rotunjită. ISO 6438 (set african de caractere codate pentru schimb de informații bibliografice) asociază litera majusculă Ʉ cu litera minusculă ʏ, un i majuscul micșorat, și nu cu litera ʉ.
| Caracter                   | Ʉ                               | Ʉ                               | ʉ                              | ʉ                              |
| -------------------------- | ------------------------------- | ------------------------------- | ------------------------------ | ------------------------------ |
| Nume Unicode               | LITERA LATINĂ U MARE CU LINIUȚĂ | LITERA LATINĂ U MARE CU LINIUȚĂ | LITERA LATINĂ U MIC CU LINIUȚĂ | LITERA LATINĂ U MIC CU LINIUȚĂ |
| Codare                     | zecimal                         | hex                             | zecimal                        | hex                            |
| Unicode                    | 580                             | U+0244                          | 649                            | U+0289                         |
| UTF-8                      | 201 132                         | C9 84                           | 202 137                        | CA 89                          |
| Referință caracter numeric | &#580;                          | &#x244;                         | &#649;                         | &#x289;                        |

## Variații
ʉ̆, i barat minuscul cu brevă, reprezintă o foarte scurtă vocală închisă centrală rotunjită. Breva indică o vocală foarte scurtă sau suprascurtă. 
În limba Golin, ʉ̆ este folosit în transcrierea AFI a sunetului vocalei epentetice cetrale închise foarte scurte, care este restricționat la silabele care se termină cu o consoană sonantă.